# MegaCom Film
 (транскр.  Мегаком филм), често скраћено као MCF, је српска дистрибутерска кућа основана 2004. године. Представља власника предузећа Комбанк дворане, као и биоскопа CineGrand-MCF-а и Биоскоп Вилин град.
MegaCom Film је продуцент традиционалног ФАФ-а, фестивала ауторског филма; Kids Fest-а, дечјег филмског фестивала; Moj Off, онлајн филмског фестивала; и Фестивала француског филма.
Представља заступника холивудског студија Walt Disney Studios и његових брендова Walt Disney Pictures, Walt Disney Animation Studios, Pixar, Marvel Studios, Lucasfilm, 20th Century Studios, Searchlight Pictures и Disneynature.